# Campoli del Monte Taburno
Campoli del Monte Taburno község (comune) Olaszország Campania régiójában, Benevento megyében.

## Fekvése
A megye déli részén fekszik, 45 km-re északkeletre Nápolytól, 11 km-re nyugatra a megyeszékhelytől. Határai: Apollosa, Castelpoto, Cautano, Montesarchio, Tocco Caudio és Vitulano.

## Története
Első említése a 11. századból származik. A következő századokban nemesi birtok volt. A 19. században nyerte el önállóságát, amikor a Nápolyi Királyságban felszámolták a feudalizmust.

## Népessége
A népesség számának alakulása:

## Főbb látnivalói
- San Nicola da Mira-templom